# Amphoe Nam Yuen
Amphoe Nam Yuen (Thai: อำเภอ น้ำยืน) ist ein Landkreis (Amphoe – Verwaltungs-Distrikt) im Süden der Provinz Ubon Ratchathani. Die Provinz Ubon Ratchathani liegt in der Nordostregion Thailands, dem so genannten Isan.

## Etymologie
Der Name Nam Yuen stammt zunächst von dem Dorf Nam Yuen, in dem sich das erste Verwaltungsgebäude befand. Weiterhin fließen im Gebiet von Nam Yuen drei ergiebige Flüsse, der Bon (ห้วยบอน), der Chong (ห้วยโชง) und der Ta Em (ห้วยตาเอ็ม), daher bedeutet Nam Yuen in der thailändischen Sprache „dauerhaftes Wasser“.

## Geographie
Amphoe Nam Yuen grenzt an die folgenden Landkreise (von Westen im Uhrzeigersinn): an die Amphoe Nam Khun, Det Udom und Na Chaluai in der Provinz Ubon Ratchathani, sowie an die Provinz Champasak von Laos und die Provinz Preah Vihear von Kambodscha.
Die wichtigste Wasser-Ressource im Landkreis ist der Fluss Dom Yai.

## Geschichte
Nam Yuen wurde am 17. März 1969 zunächst als „Zweigkreis“ (King Amphoe) eingerichtet, indem die vier Tambon Song, Ta Kao, Yang und Dom Pradit vom Amphoe Det Udom abgetrennt wurden.
Am 29. März 1974 wurde er zum Amphoe heraufgestuft.

## Verwaltungseinheiten
Provinzverwaltung
Der Landkreis Nam Yuen ist in sieben Tambon („Unterbezirke“ oder „Gemeinden“) eingeteilt, die sich weiter in 102 Muban („Dörfer“) unterteilen.
| Nr.  | Name       | Thai      | Muban | Einw.  |
| ---- | ---------- | --------- | ----- | ------ |
| 01.  | Song       | โซง       | 11    | 08.497 |
| 03.  | Yang       | ยาง       | 13    | 07.343 |
| 04.  | Dom Pradit | โดมประดิษฐ์ | 21    | 16.288 |
| 06.  | Bu Pueai   | บุเปือย     | 15    | 09.217 |
| 07.  | Si Wichian | สีวิเชียร    | 16    | 14.747 |
| 09.  | Yang Yai   | ยางใหญ่    | 13    | 06.235 |
| 011. | Kao Kham   | เก่าขาม    | 13    | 07.286 |

Hinweis: Die fehlenden Nummern (Geocodes) beziehen sich auf die Tambon, die heute zu Nam Khun gehören.
Lokalverwaltung
Es gibt drei Kommunen mit „Kleinstadt“-Status (Thesaban Tambon) im Landkreis:
- Song (Thai: เทศบาลตำบลโซง), bestehend aus Teilen des Tambon Song.
- Si Wichian (Thai: เทศบาลตำบลสีวิเชียร), bestehend aus Teilen des Tambon Si Wichian.
- Nam Yuen (Thai: เทศบาลตำบลน้ำยืน), bestehend aus den übrigen Teilen der Tambon Song und Si Wichian.

Außerdem gibt es fünf „Tambon-Verwaltungsorganisationen“ (องค์การบริหารส่วนตำบล – Tambon Administrative Organizations, TAO):
- Yang (Thai: องค์การบริหารส่วนตำบลยาง)
- Dom Pradit (Thai: องค์การบริหารส่วนตำบลโดมประดิษฐ์)
- Bu Pueai (Thai: องค์การบริหารส่วนตำบลบุเปือย)
- Yang Yai (Thai: องค์การบริหารส่วนตำบลยางใหญ่)
- Kao Kham (Thai: องค์การบริหารส่วนตำบลเก่าขาม)